# Teresa Łubińska-Kalinowska
Teresa Łubińska-Kalinowska (ur. 19 września 1953 w Gnieźnie, zm. 13 marca 2012 tamże) – polska artystka, zajmująca się tkaniną artystyczną (dekoracyjną)

## Życiorys
Teresa Łubińska-Kalinowska urodziła się w Gnieźnie 19 września 1953. W 1974 ukończyła z wyróżnieniem Szkołę Plastyczną PLSP w Poznaniu. Od 1975 zajmowała się tkaniną artystyczną w pracowni Urszuli Plewki-Schmidt, z którą współpracowała do 1981. W tym okresie jej prace brały udział w wystawach zbiorowych, które były prezentowane w Polsce (Centrum Kultury Zamek w Poznaniu, Gniezno, Zachęta – Narodowa Galeria Sztuki w Warszawie, Łódź, czy Sopot – BWA) i we Francji (Lille, Paryż, Lyon).
Od 1981 posiadała własną pracownię Tkaniny Artystycznej w Gnieźnie przy ulicy Kaszarskiej 1. Wiedzą i doświadczeniem dzieliła się z adeptami prowadząc zajęcia w MOK Gniezno oraz CK Zamek – Poznań.
W 1984 wybrane prace autorki zakupiło Centralne Muzeum Włókiennictwa w Łodzi, m.in. tkaninę Operacja, która była wystawiana w latach 1985–1986 w Londynie, Berlinie, Iwanowie, Zagrzebiu i Lozannie w ramach cyklu Człowiek we współczesnej tkaninie artystycznej. Operacja w 2015 była również prezentowana na II Wystawie Plastyków Gnieźnieńskich w Muzeum Początków Państwa Polskiego w Gnieźnie.
W 1986 artystka miała wystawę autorską w Gnieźnie, na którą składały się prace powstałe w latach 1977–1986, znajdujące się w zbiorach prywatnych w Polsce i poza granicami kraju, w zbiorach Kościoła, Łódzkiego Muzeum Włókiennictwa, apartamentach papieskich, bibliotece watykańskiej, a także w instytucjach i urzędach państwowych.
Prace wykonywane przez Teresę Łubińską – Kalinowską wielokrotnie uzyskiwały wysoką ocenę krytyków i specjalistów z dziedziny tkactwa artystycznego, m.in. podczas pokazu w Ministerstwie Kultury i Sztuki 15 listopada 1986 w Warszawie oraz na kilku wystawach w Polsce i poza granicami kraju. Jedna z jej prac, Matka Boska Opolska, została przekazana papieżowi Janowi Pawłowi II podczas jego pielgrzymki w 1983.
W połowie lat osiemdziesiątych przystąpiła do Gnieźnieńskiego Towarzystwa Jazzowego, w 1991 założyła z mężem Janem Kalinowskim pracownię projektowo-reklamową Logo. Jej wizerunek pojawił się na muralu zatytułowanym  "Kultura tego miasta to ludzie", obok innych postaci zasłużonych dla rozwoju kultury w Gnieźnie
W dniach 8–11 lipca 2021 w Miejskim Ośrodku Kultury w Gnieźnie odbył się wernisaż wystawy pt. „Pracownia”, w dziesiątą rocznicę śmierci w 2022 na podstawie wspomnień o artystce ukazała się publikacja przypominająca jej sylwetkę i twórczość.

## Życie prywatne
W ostatnich latach życia ciężko chorowała. 7 września 2002 zawarła związek małżeński z Janem Kalinowskim, muzykiem jazzowym. Zmarła 13 marca 2012 w Gnieźnie. Została pochowana 17 marca 2012 na Cmentarzu św. Krzyża w Gnieźnie.

## Galeria

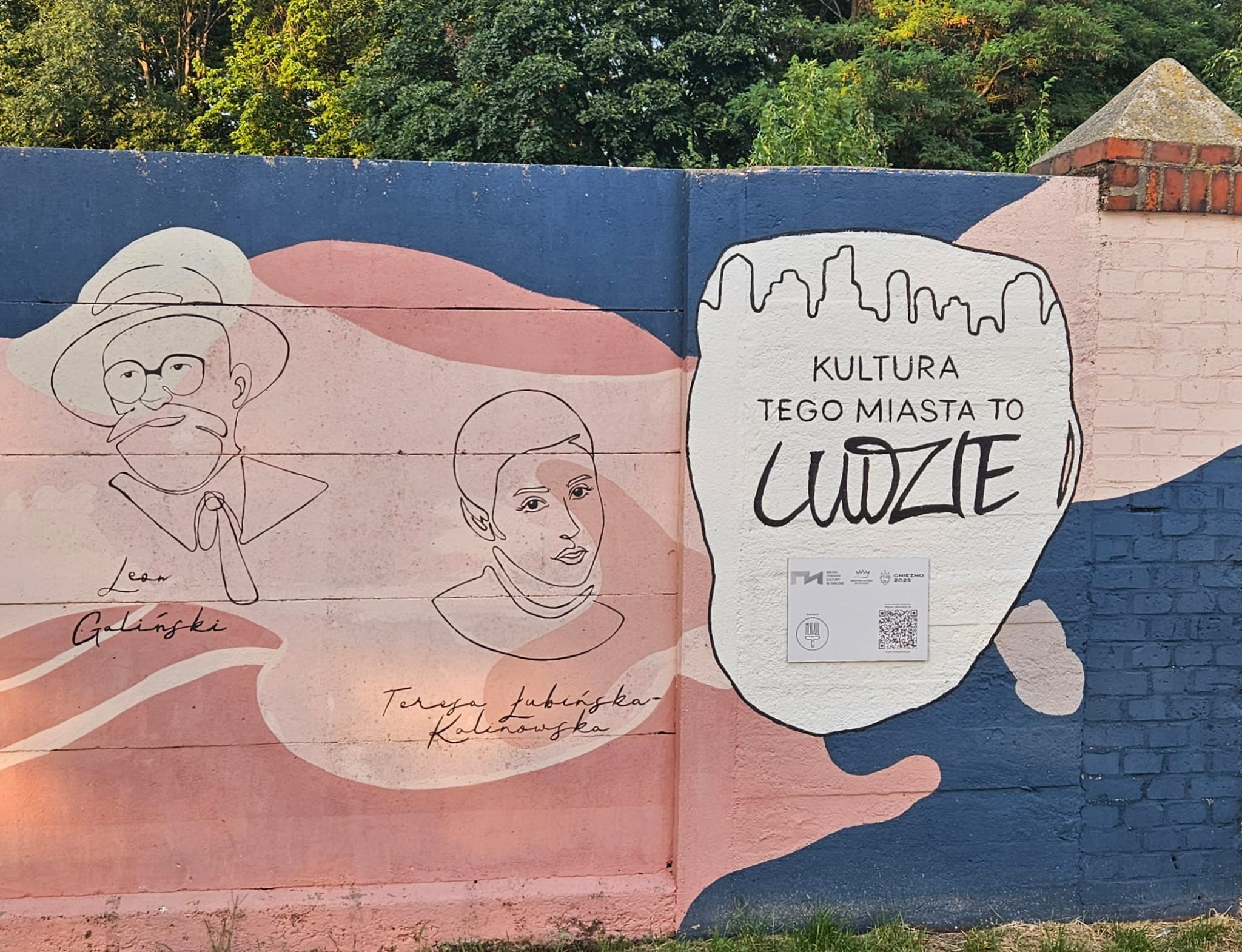
Teresa Łubińska-Kalinowska - Mural - Kultura tego miasta to ludzie.

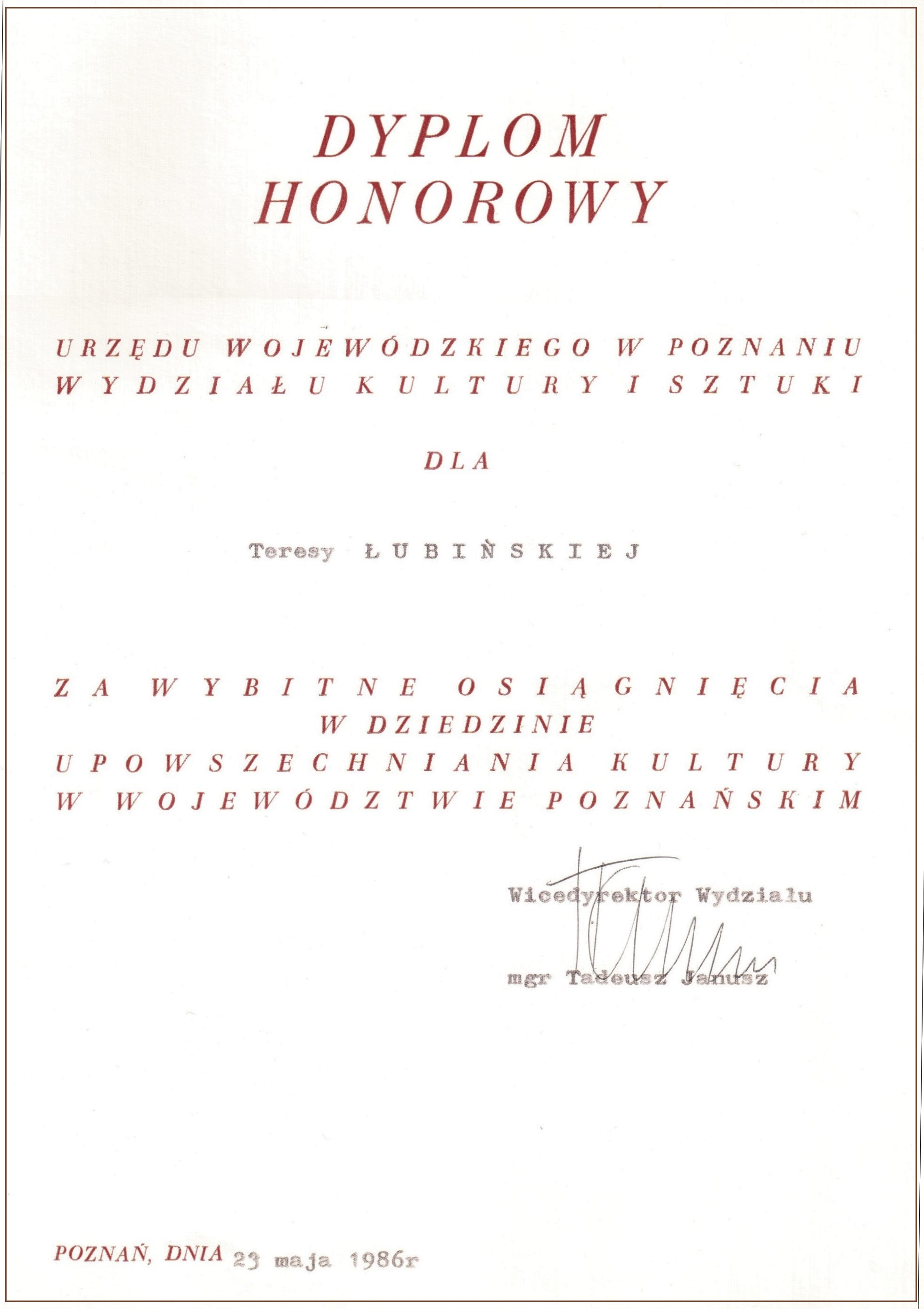
Dyplom honorowy Wydziału Kultury i Sztuki Urzędu Wojewódzkiego w Poznaniu, przyznany w 1986